# Oblomov
Oblomov (ryska: Обломов) är en roman från 1859 av Ivan Gontjarov. Den räknas till klassikerna i den ryskspråkiga litteraturen och ger en insiktsfull skildring av miljöer hos 1850-talets herremän. Romanen tillkom då det feodala godsägarsystemet konfronterades med den nya industrialiseringen, och godsägarna visade sig vara hjälplösa och inaktiva inför den nya tidens förändringar, och liksom titelpersonen, Ilja Oblomov, hade lättja som huvudsysselsättning.
Oblomov har gett namn åt ordet "oblomoveri", som betecknar förmågan att slösa bort sitt liv, trots bildning, goda möjligheter och idéer.